# Bolyarovo (huyện)
Bolyarovo là một huyện thuộc tỉnh Yambol, Bungaria. Dân số thời điểm năm 2001 là 5638 người.